# バート・エーンハウゼン
バート・エーンハウゼン（ドイツ語: Bad Oeynhausen,  [ba:t ˈø:nha͜uz̩n]、低地ドイツ語: Bad Öinusen）は、ドイツ連邦共和国ノルトライン＝ヴェストファーレン州デトモルト行政管区のミンデン＝リュベッケ郡に属す市である。ヴィーエン山地の南に位置する保養地で、最寄りの大きな都市にビーレフェルト（西に 39 km）およびハノーファー（東に 80 km）がある。

## 地理

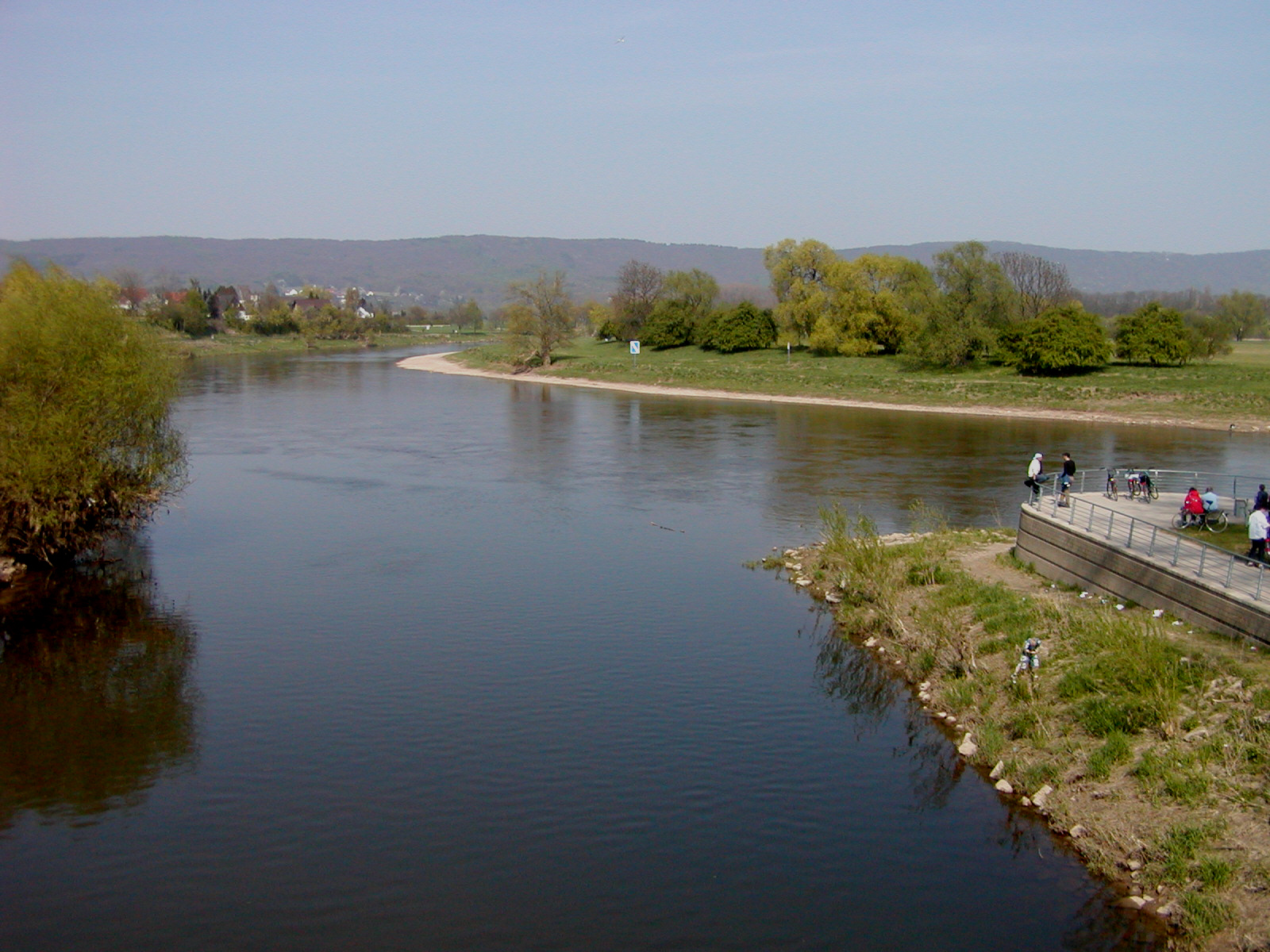
ヴェレ川とヴェーザー川との合流点

バート・エーンハウゼンはミンデン＝リュベッケ郡の最も南に位置するヴィーエン山地の尾根の南、ヴェレ川がヴェーザー川に注ぐ河口に面している。
市域は、自然地域区分では大部分がラーフェンスベルガー盆地に含まれる。ヴェレ川が西から東に市域を貫いて流れ、東の市域をなすヴェーザー川に注ぐ。市街中心部およびローエ、オーバーデックゼン、レーメの各市区はヴェレ川の南に、それ以外の市区は北に位置する。川の両岸は、ともに徐々に高度を上げる丘陵地である。市街地は、北はヴィーエン山地の尾根近くにまで広がっている。この山地が、郡の中核部からこの街を隔てている。
バート・エーンハウゼンはギュータースロー郡からビーレフェルトやヘルフォルトを経由してミンデンまで広がるオストヴェストファーレン＝リッペ北部産業地域の一部である。市街地はレーネ市のゴーフェルト区と一体化している。実態に合わせて市境を変更しようとする試みはこれまで失敗に終わっている。この他にフロートー市との間にも組織構成上の緊密な結びつきがある。
市域内の最も低い地点は海抜 45 m、最も高い地点は海抜 269 m である。市域の面積は 6,480 ha である。南北軸の最大距離は約 12.5 km、東西軸のそれは 10.3 km である。
肥沃な土壌は徹底して農業に利用されており、森林面積はわずかである。以下の表に土地利用の概要を示す。

### 隣接する市町村
バート・エーンハウゼンは、東は（ヴェーザー川を隔てて）ポルタ・ヴェストファーリカ、北は（ヴィーエン山地を隔てて）ミンデンおよびヒレ、北西はヒュルホルスト、西と南はヘルフォルト郡のレーネおよびフロートーと境を接している。

### 市の構成
現在のバート・エーンハウゼン市は1973年のビーレフェルト法に伴う市町村再編により成立した。これにより、旧中核市区とアムト・レーメとが合併して現在の新生バート・エーンハウゼン市が誕生したのである。
バート・エーンハウゼン市の基本条例によれば、この市は以下の市区に分割できる。
| 地区                   | 地区           | バート・エーンハウゼンの地区構成 |
| ---------------------- | -------------- | -------------------------------- |
| バート・エーンハウゼン | Bad Oeynhausen | バート・エーンハウゼンの地区構成 |
| デーメ                 | Dehme          | バート・エーンハウゼンの地区構成 |
| アイディングハウゼン   | Eidinghausen   | バート・エーンハウゼンの地区構成 |
| ローエ                 | Lohe           | バート・エーンハウゼンの地区構成 |
| レーメ                 | Rehme          | バート・エーンハウゼンの地区構成 |
| フォルマーディングゼン | Volmerdingsen  | バート・エーンハウゼンの地区構成 |
| ヴェルステ             | Werste         | バート・エーンハウゼンの地区構成 |
| ヴルファーディングゼン | Wurferdingsen  | バート・エーンハウゼンの地区構成 |

基本条例では、バート・エクセンとオーバーベックゼンは市区とされていない。

### 気候
バート・エーンハウゼンの気候は大西洋の海洋性気候に支配されている。このため、年間平均気温は大陸性気候の土地に比べてやや高い。以下に示すのはヘルフォルトの気温とバート・エーンハウゼンの降水量の長期間にわたる測定値（1961年 - 1990年）の平均値である。
| バート・エーンハウゼン（降水量はヘルフォルト）1961 - 1990年の気候 | バート・エーンハウゼン（降水量はヘルフォルト）1961 - 1990年の気候 | バート・エーンハウゼン（降水量はヘルフォルト）1961 - 1990年の気候 | バート・エーンハウゼン（降水量はヘルフォルト）1961 - 1990年の気候 | バート・エーンハウゼン（降水量はヘルフォルト）1961 - 1990年の気候 | バート・エーンハウゼン（降水量はヘルフォルト）1961 - 1990年の気候 | バート・エーンハウゼン（降水量はヘルフォルト）1961 - 1990年の気候 | バート・エーンハウゼン（降水量はヘルフォルト）1961 - 1990年の気候 | バート・エーンハウゼン（降水量はヘルフォルト）1961 - 1990年の気候 | バート・エーンハウゼン（降水量はヘルフォルト）1961 - 1990年の気候 | バート・エーンハウゼン（降水量はヘルフォルト）1961 - 1990年の気候 | バート・エーンハウゼン（降水量はヘルフォルト）1961 - 1990年の気候 | バート・エーンハウゼン（降水量はヘルフォルト）1961 - 1990年の気候 | バート・エーンハウゼン（降水量はヘルフォルト）1961 - 1990年の気候 |
| 月                                                                | 1月                                                               | 2月                                                               | 3月                                                               | 4月                                                               | 5月                                                               | 6月                                                               | 7月                                                               | 8月                                                               | 9月                                                               | 10月                                                              | 11月                                                              | 12月                                                              | 年                                                                |
| ----------------------------------------------------------------- | ----------------------------------------------------------------- | ----------------------------------------------------------------- | ----------------------------------------------------------------- | ----------------------------------------------------------------- | ----------------------------------------------------------------- | ----------------------------------------------------------------- | ----------------------------------------------------------------- | ----------------------------------------------------------------- | ----------------------------------------------------------------- | ----------------------------------------------------------------- | ----------------------------------------------------------------- | ----------------------------------------------------------------- | ----------------------------------------------------------------- |
| 日平均気温 °C （°F）                                              | 1.3 (34.3)                                                        | 1.9 (35.4)                                                        | 4.7 (40.5)                                                        | 8.4 (47.1)                                                        | 13.0 (55.4)                                                       | 15.9 (60.6)                                                       | 17.4 (63.3)                                                       | 17.1 (62.8)                                                       | 14.0 (57.2)                                                       | 10.2 (50.4)                                                       | 5.4 (41.7)                                                        | 2.5 (36.5)                                                        | 9.4 (48.9)                                                        |
| 降水量 mm （inch）                                                | 61.3 (2.413)                                                      | 45.7 (1.799)                                                      | 57.7 (2.272)                                                      | 52.2 (2.055)                                                      | 62.4 (2.457)                                                      | 73.9 (2.909)                                                      | 66.1 (2.602)                                                      | 65.5 (2.579)                                                      | 60.9 (2.398)                                                      | 46.7 (1.839)                                                      | 61.5 (2.421)                                                      | 71.1 (2.799)                                                      | 724.8 (28.535)                                                    |
| 出典：ドイツ気象庁 Dec. 5, 2007 / Feb. 14, 2006                   |                                                                   |                                                                   |                                                                   |                                                                   |                                                                   |                                                                   |                                                                   |                                                                   |                                                                   |                                                                   |                                                                   |                                                                   |                                                                   |

## 歴史

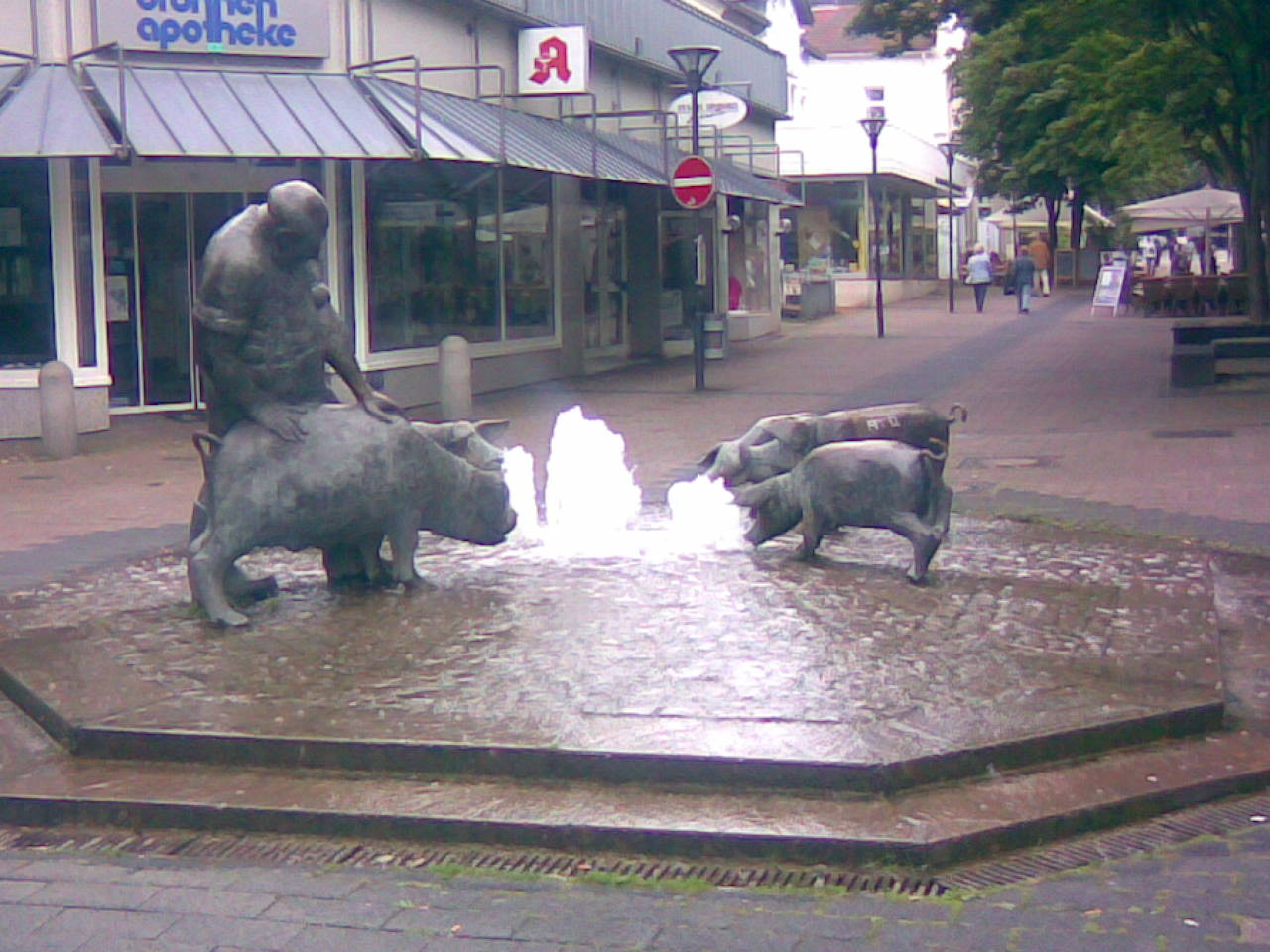
ジュルトマイヤーの泉

1745年、コロン・ジュルトマイヤーは豚の表皮が塩っぽいことを不思議に思い、その後沼沢地で検討を行った。彼はこの発見に基づいてプロイセン王フリードリヒ2世に製塩所の建設を進言した。この製塩所は「Königliche Saline Neusalzwerk」（王立新製塩所）と名付けられた。この町の発展の原点となったこのエピソードは、現在市の中央にあるジュルトマイヤーの泉（あるいは「ブタの泉」とも呼ばれる）に表現されている。
鉱山主任監督官のカール・フォン・エーンハウゼンは、さらなる塩の産出を求めて1830年から現在のクアパークがある場所でボーリングを行ったのだが、1854年に温泉源を掘り当てた。この源泉の効用はすぐに広まり、この街最初の温泉浴場が造られた。その名は単に「Neusalzwerk bei Rehme」（レーメ近郊の新製塩所）というものであった。1848年、フリードリヒ・ヴィルヘルム4世はこの集落に「王立バート・エーンハウゼン」という名を授けた（「バート」は温泉保養地を示す）。1860年の市の創設後、この名が引き継がれたのであった。
現在、バート・エーンハウゼンの山の教会がある場所にキリスト教化以前（ザクセン時代）にはヴィーエン山地を越える山越えの道沿いの湧き水の聖地があった。後の9世紀にこの場所に教会が建てられたのである。現在の教会はその後継に当たる建物である。教会とその下にある「Wittekindsquelle」（ヴィッテキントの水源）のプレートがこれを示している。教会から数km離れた場所には13世紀に造られた木組みの農家が今も遺っている。
1847年のケルン - ミンデン鉄道の開通により、この街は鉄道網に結ばれた。

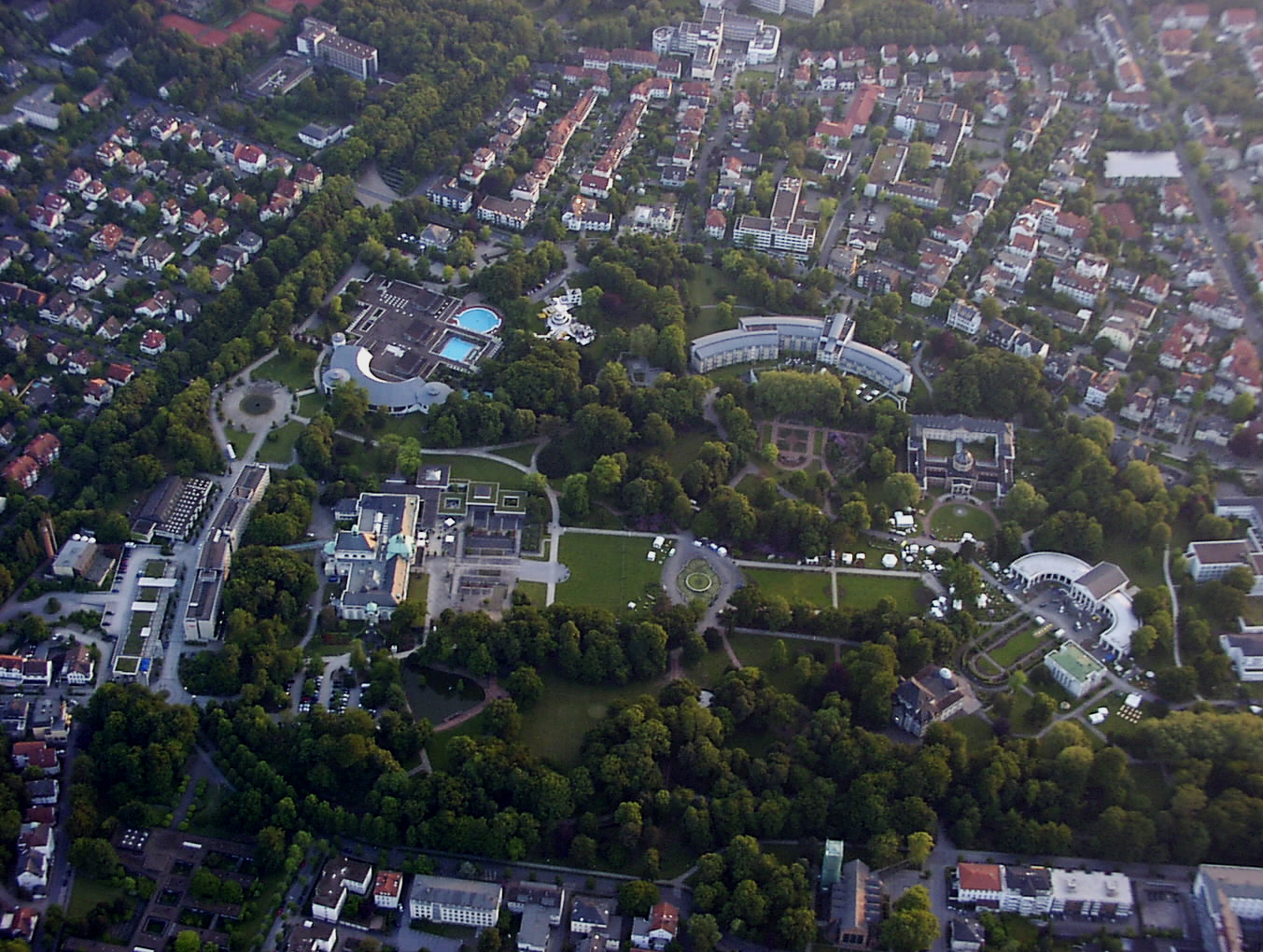
バート・エーンハウゼンのクアパークと中心市街地

その後の温泉と町の発展は目を瞠るほどで、それが第二次世界大戦の時代まで続いた。当時最も有名なプロイセンの造園家ペーター・ヨーゼフ・レンネの設計に基づくクアパークが造営され、1908年にはクアハウス（1980年から2000年まではカジノとして使われ、現在はカイザーパレスという名でGOP-ヴァリテ劇場、高級レストラン、ディスコが入居している）が建設された。20世紀の初めにはクアパークの周囲に上流市民の住宅が建ち並ぶようになった。その中でも最も有名なのが1969年に新しい建物に場所を譲ったフィルネ・ヴィラであった。新たな塩化物温泉のボーリングも行われた。1926年には毎分6,000リットルを噴出する世界最大の炭酸入り塩化物泉の源泉であるヨルダンシュプルーデルが掘り当てられ、現在もこの街の象徴となっている。
第二次世界大戦後、バート・エーンハウゼンは、それがベルリンに移転するまで、イギリス軍による行政管理部の本部所在地であった。この街には、初めイギリス陸軍ライン軍団の司令部が置かれた。この司令部はホテル・ケーニヒスホーフにあった。このホテルは終戦までは野戦病院として使われていた。一般市民は市内中心部での生活をほとんど禁じられ、付近の住民や企業は強制的に移転させられた。1954年に都心部がイギリス軍から解放された後、温泉業が再開された。イギリスは司令部をラインダーレンへ移転させた。
バート・エーンハウゼンは、2004年までノルトライン＝ヴェストファーレン州の保養地で唯一の州営温泉であった。2004年の初めに市営化され、温泉の所有権はバート・エーンハウゼンが有している。

## 行政

### 議会
バート・エーンハウゼンの市議会は44議席からなる。議員の任期は5年である。

### 市長
1946年3月1日から市長職 (Bürgermeister) は名誉職とされたが、1999年からは再び行政代表者としての職に戻された。
- 1999年 - 2004年: ゲルハルト・パウル (CDU)
- 2004年 - 2015年: クラウス・ミュラー＝ツァールマン (SPD)
- 2015年 - 2020年: アヒム・ヴィルムスマイアー (SPD)
- 2020年 - : ラルス・ベーケンクレーガー (CDU)

### 市主事
上述したとおり、1946年から1999年まで市長は名誉職であり、市の運営は市主事 (Stadtdirektor) が行っていた。
- 1946年 - 1950年: ヴァルター・クロンハイム
- 1950年 - 1960年: ルドルフ・ラーヴィン
- 1960年 - 1968年: ハインツ・ライス
- 1968年 - 1973年5月29日: ヴェルナー・マイヤー・ツー・ゼルハウゼン
- 1973年5月30日 - 1973年8月31日: カール＝ハインツ・ガウル
- 1973年9月1日 - 1984年: ヴェルナー・マイヤー・ツー・ゼルハウゼン
- 1984年 - 1991年: ハインリヒ・メレンホフ
- 1991年 - 1999年: クラウス＝ヴァルター・クレル

### 紋章、旗、幟、印章

市の旗

バート・エーンハウゼンは1973年12月13日にデトモルト行政管区長官によって紋章、旗、幟の使用権を与えられた（基本条例 § 2）。
紋章の図柄: 青地に銀（白）の4段のハシゴ。上部は銀の波帯で分割されており、頂部は赤地に3羽の小鳥。
この紋章は1863年からあり、エーンハウゼン家の家紋を引き継いだものである。カール・フォン・エーンハウゼンが最初の鉱泉を掘り当てたことが、この栄誉の由来である。市の紋章頂部の小鳥は旧アムト・レーメの紋章から採られた。このアムトには、現在のバート・エーンハウゼン市の市域の大部分が含まれていた。
旗のデザイン: 長辺沿いに 青 - 白 - 青で 1:3:1の幅に染め分けられ、中央部旗竿寄りに市の紋章が描かれている。
幟のデザイン: 長辺沿いに 青 - 白 - 青で 1:3:1の幅に染め分けられ、上半分中央部に市の紋章が描かれている。
また、バート・エーンハウゼン市は、紋章と同じデザインの印章を用いている。

### 姉妹都市
バート・エーンハウゼンはヨーロッパの3都市と活発な姉妹都市協定を結んでいる。
- フィム（フランス、マルヌ県）1968年に、当時は独立した町村であったアイディングハウゼンと姉妹自治体となった。市町村再編に伴ってバート・エーンハウゼンがこれを引き継いだ。
- ウェアーヴァレー（イギリス、ダラム）1977年
- イノヴロツワフ（ポーランド、クヤヴィ＝ポモージェ県）この街もかつては塩の産出と鉱泉に支えられた街で、エーンハウゼン男爵がボーリングを行った点も共通している。姉妹都市関係振興のため1980年から「パートナーシップリング・バート・エーンハウゼン」が設立されており、個人や多くのサークルが参加して、姉妹都市交流イベントや定期的な相互訪問を行っている。

## 文化と見所

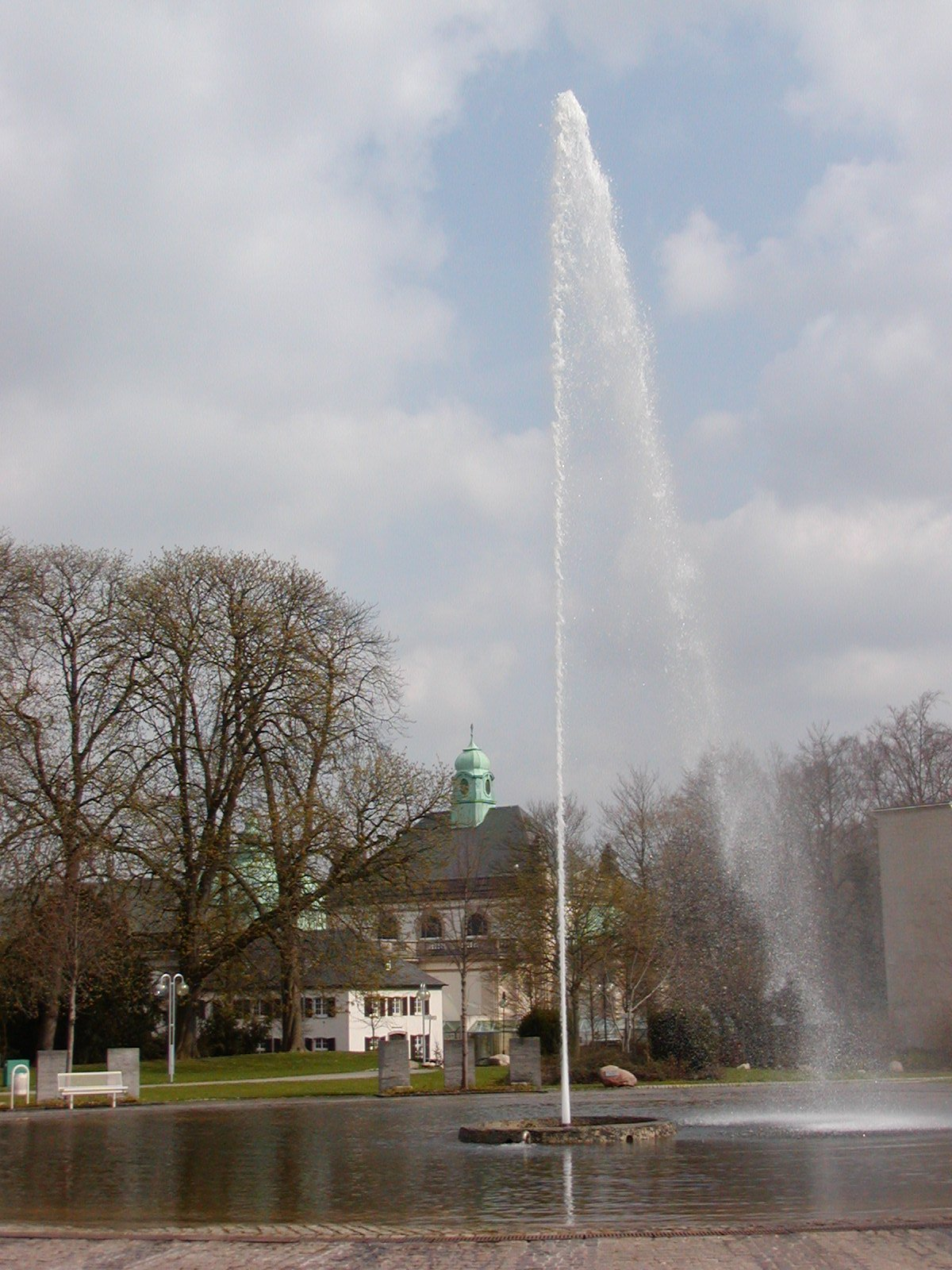
ヨルダンシュプルーデン

ヨルダンシュプルーデンは、バート・エーンハウゼンの象徴である。これは、炭酸入り塩化物泉の源泉として世界最大のものの1つである。かつては年に1回「パークリヒター」の時だけ噴水としてお湯を放出するデモンストレーションが行われていたが、現在ではスポンサーがついたことや新しい節水技術の導入により、冬季を除いて毎日9時から20時まで1時間ごとに5分間、最高の高さにまで噴出される。

### 演劇
テアター・イム・パークでは、ビーレフェルト・フィルハーモニー管弦楽団や北西ドイツ・フィルハーモニー管弦楽団など他の劇場やコンサートホールからの客演公演が開催される。クアパーク内にはカイザーパレスのGOP-ヴァリエテもある。この建物はクアハウスとしてネオバロック様式で建設された。以前はシュピールカジノ・バート・エーンハウゼンの名でカジノとして使われていた。現在の名称で現行の使われ方がされるようになったのは2000年からである。

### 博物館
バート・エーンハウゼンの「メルヘンおよびヴェーザー伝説博物館」は、ヴェーザー山地地方の民話、特にグリム兄弟の作品に関連したものを収集している。この博物館は、クアパークに面した見事なユーゲントシュティール住宅であるパウル・ベーア邸内に1973年にオープンした。初期に中心となったのは、1992年に亡くなった作家カール・ペートウの個人コレクションであった。バート・エーンハウゼンはこの博物館を足掛かりにドイツ・メルヘン街道に加盟している。
この他、博物館ムゼウムスホーフには、地主の館（1739年）、ホイアーリングハウス（1654年）、シュピーカー（蔵）、納屋、パン焼き窯の小屋、1772年建造の水車や農家の庭が再現されている。文化的建造物と文化史のこの博物館は、ジーケルタール風致公園内にある。
自動車・技術博物館「モートル・テクニカ・バート・エーンハウゼン」は450点以上の自動車、オートバイ、機関車、飛行機を展示している。
- ベーア邸
- ムゼウムスホーフの地主の館と納屋
- ムゼウムスホーフの蔵
- ムゼウムスホーフの水車

### 建築

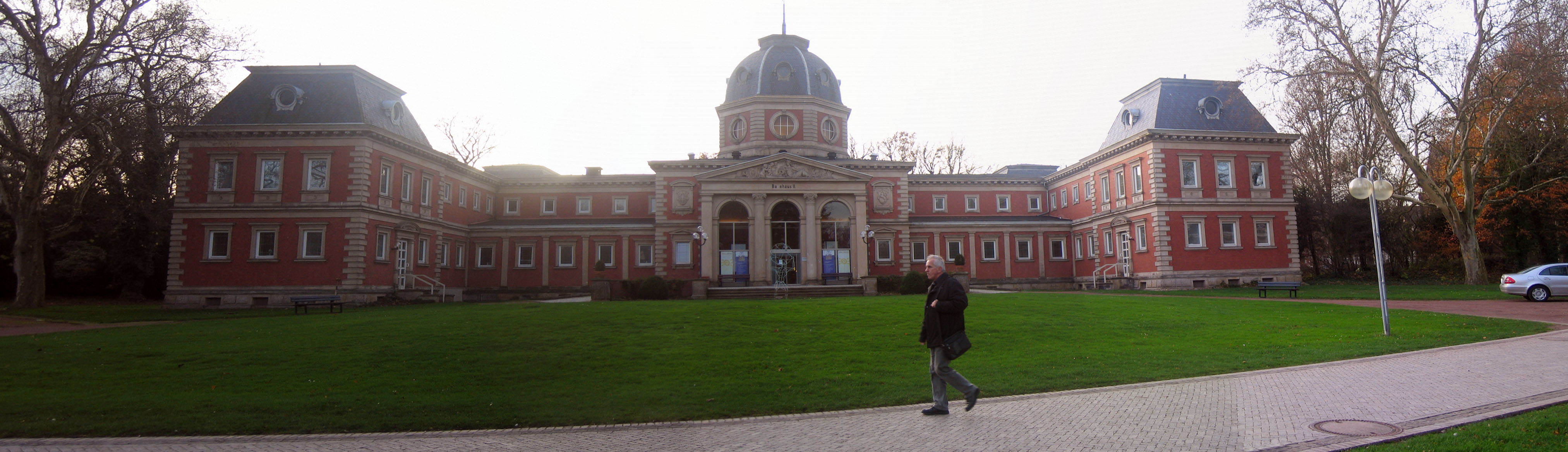
バーデハウス II

国営温泉として賓客を迎えるための特別な機能を持つバート・エーンハウゼンには、昔から印象的な建物が建設されてきた。このためクアパークには数多くの古典主義建築やネオバロック建築が建ち並んでいる。たとえば、1905年から1908年に印象的なクアハウスとして建てられたカイザーパレス、1852年から1857年にローベルト・フェルディナント・クレーマーとカール・フリードリヒ・ブッセの設計に基づいて建てられたバーデハウス I、1885年に建てられたバーデハウス II、1915年建造の劇場、1926年に造営された遊歩場などである。また、ここにはプロテスタントの復活教会がある。1872年に単堂式のネオゴシック建築として建てられたこの教会堂は、1907年にユーゲントシュティールを採り入れたネオバロック建築の三堂式バシリカ教会に拡張された。この建物は、しかし、1947年2月の火災で囲い壁を残して焼失した。ゲッティンゲンの建築家ディーツ・ブランディは、この外壁を利用して現在の三堂式ホール教会を建設した。ただし、内陣のアプシスは除かれ、真っ直ぐな仕上がりとなった。1956年に献堂式が行われた。その調度で特筆すべきは、シュトゥットガルトのハンス・ゴットフリート・フォン・シュトックハウゼンによる復活のテーマを描いた祭壇室のステンドグラスやゲルハルト・マルクスがデザインした祭壇室のキリスト十字架像、祭壇のテーブル、燭台、塔の上の風向計といった作品群である。
- カイザーパレス
- バーデハウス I
- 遊歩場

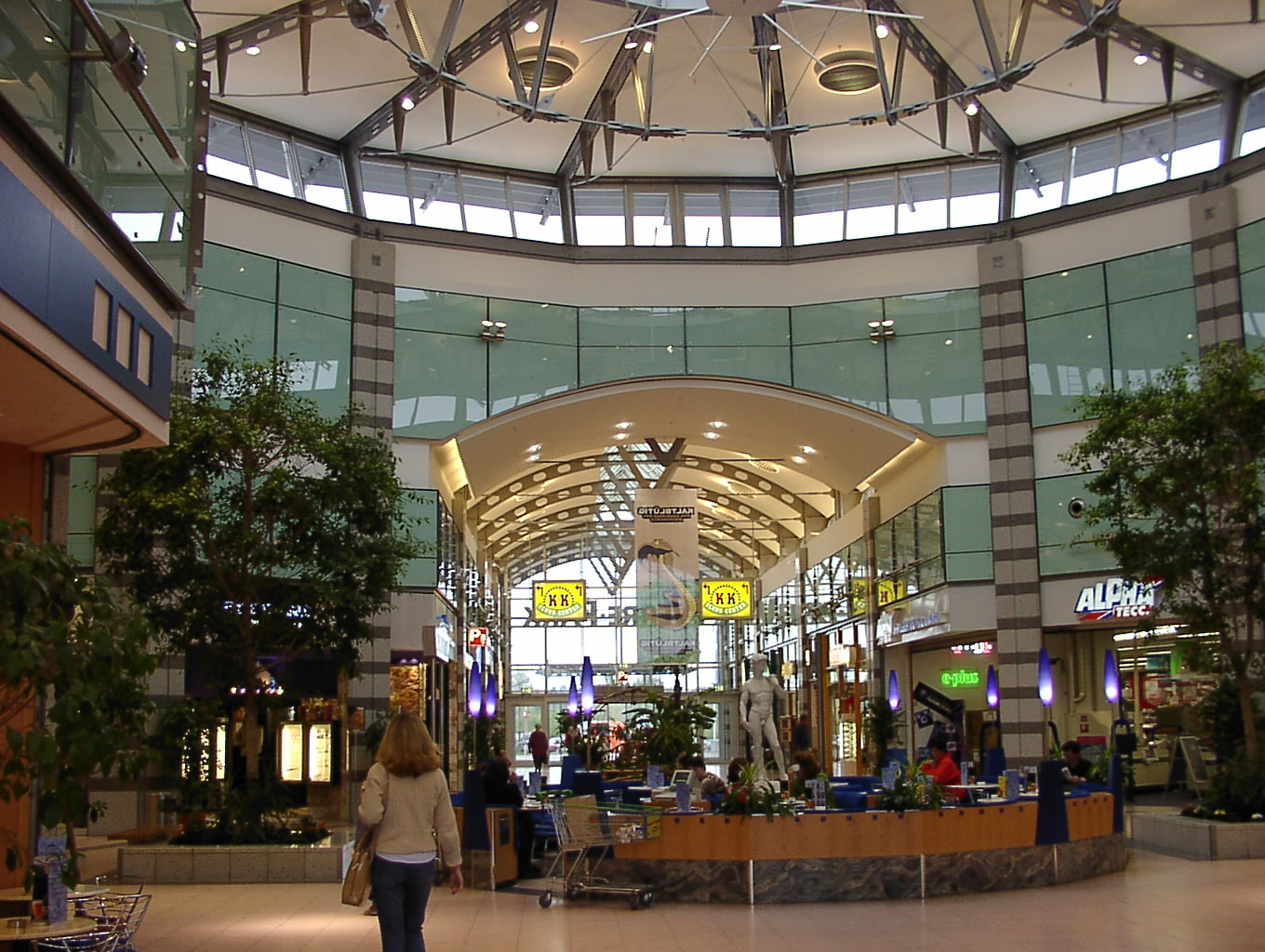
ショッピングセンター・ヴェレ・パーク

アイディングハウゼンにはオーフェルゲンネ城がある。新しい工業建造物を代表するのが、エネルギー・フォーラム・イノヴェーションである。この建物にはミンデン＝ラーフェンスベルク発電所の管理部門とブロック地熱発電所が入居している。この建物はフランク・ゲーリーによる。
ロナルド・マクドナルド父母の家も、やはりアメリカのスター建築家フランク・ゲーリーの設計に基づいた建築である。この建物は12世帯のアパートである。それぞれの住居はガラス張りの廊下で互いに結ばれている。カタツムリの殻のような形の屋根は 12 m の高さがある。この住宅は、バート・エーンハウゼンの心臓・糖尿病センターに心臓病の小児患者が入院している間、その両親・家族が住むための期限付き住宅である。
ヴェレパークに面したカジノがあったヴェーザーヒュッテの建物は、現在はショッピングセンター・ヴェレ・パークとなっている。
- オーフェルゲンネ城
- ロナルド・マクドナルド父母の家

### 公園

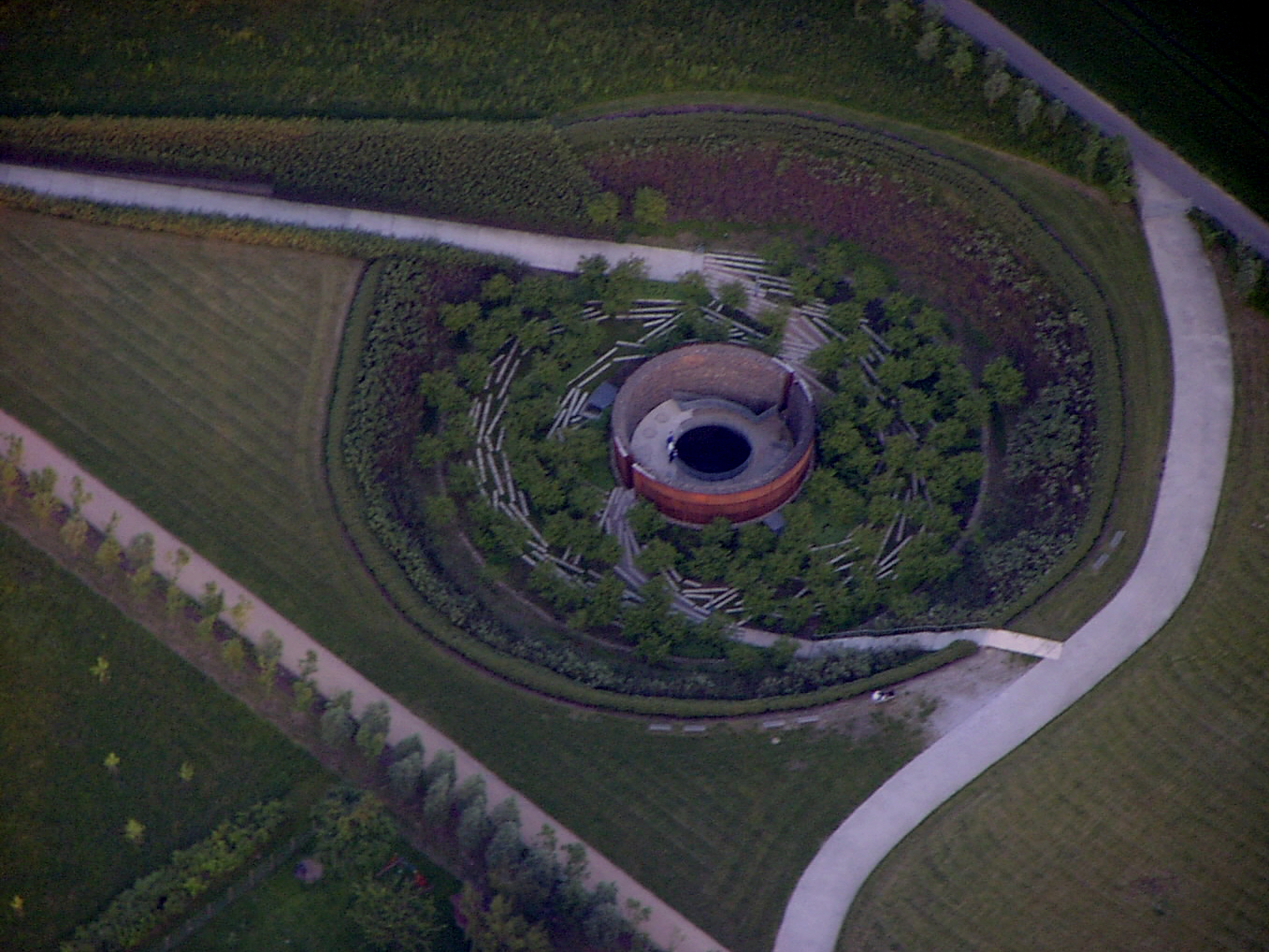
アクア・マジカのヴァッサークラーター

バート・エーンハウゼンの中心はクアパークである。この公園は1851年から1853年にかけてペーター・ヨーゼフ・レンネの設計に基づいて造営された。現存する輝かしい近代的な療養・温泉施設の建物は、20世紀初頭の最盛期をしのばせる。クアパークの西には、郷土博物館や大きな樹木を有する広大なジーケルタール風致公園がある。エーンハウザー・シュヴァイツ（直訳すると「エーンハウゼンのスイス」）はクアパークの東に位置する。これは風致公園であると同時にダマジカの棲む市の森である。
また、1990年に造営された枝条架装置（製塩装置の一つ）や1806年に造られたビューロの泉があるジールパークが特筆に値する。ここにはボンボン工場の「Salz- und Zuckerland」（直訳すると「塩と砂糖の国」）がある。泉の管理舎ではビアガーデンやカフェが営業している。
「アクア・マジカ」はバート・エーンハウゼンとレーネとにまたがる広さ約 20 ha の風致公園である。この公園は1997年にフランスのランドスケープ・アーキテクトであるアンリ・バヴァとオリヴィエ・フィリップによって設計された。アクア・マジカで最も印象的な構造物は「ヴァッサークラーター」（直訳すると「水のクレーター」）である。
この他にヴェレ川やヴェーザー川沿いの遊歩道や自転車道がレジャーに利用されている。
ヴェーザー川右岸の屋外プールを有するレジャー施設「グローサー・ヴェーザーボーゲン」（ポルタ・ヴェストファーリカ）へはフェリー「アマンダ号」でアクセスできる。

### 年中行事
市祭「インネンシュタットフェーテ」は夏休み前の週末に開催される。この「市民の、市民のための祭」には30年以上前から、定期的に市やその周辺から5万人の人々が訪れる。
「パークリヒター」（公園の光）は毎年8月初めにクアパークで開催される。この行事は、元々1956年にイギリス占領軍がクアパークを解放した際の花火を起源としている。パークリヒターは時代とともに変質し、あらゆる年代のための様々なイベントが3日間にわたって繰り広げられる。最近では著名なミュージシャンも出場し、全国的に人気で有名な行事となっている。この祭は伝統的な花火で閉幕する。

### スポーツ
バート・エーンハウゼンでは、チェスのドイツ・マイスター戦が何度も開催されている。

## 経済と社会資本

### 交通
ヴィーエン山地の稜線の南に位置する地形上の特性のため、連邦アウトバーン A2号線、連邦道 B30号線、19世紀に造られたケルン - ミンデン鉄道の道床に沿った鉄道路線といった主要交通路はいずれも東西方向に走っている。
昔ヴェーザー川はバート・エーンハウゼンまで船舶の航行が可能であったため、上流で伐採された木材を搬出する筏師らによって利用された。ヴェレ川河口近くに建立されたブロンズ像の筏師の記念碑がこの仕事を現代に伝えている。

#### 鉄道とバス

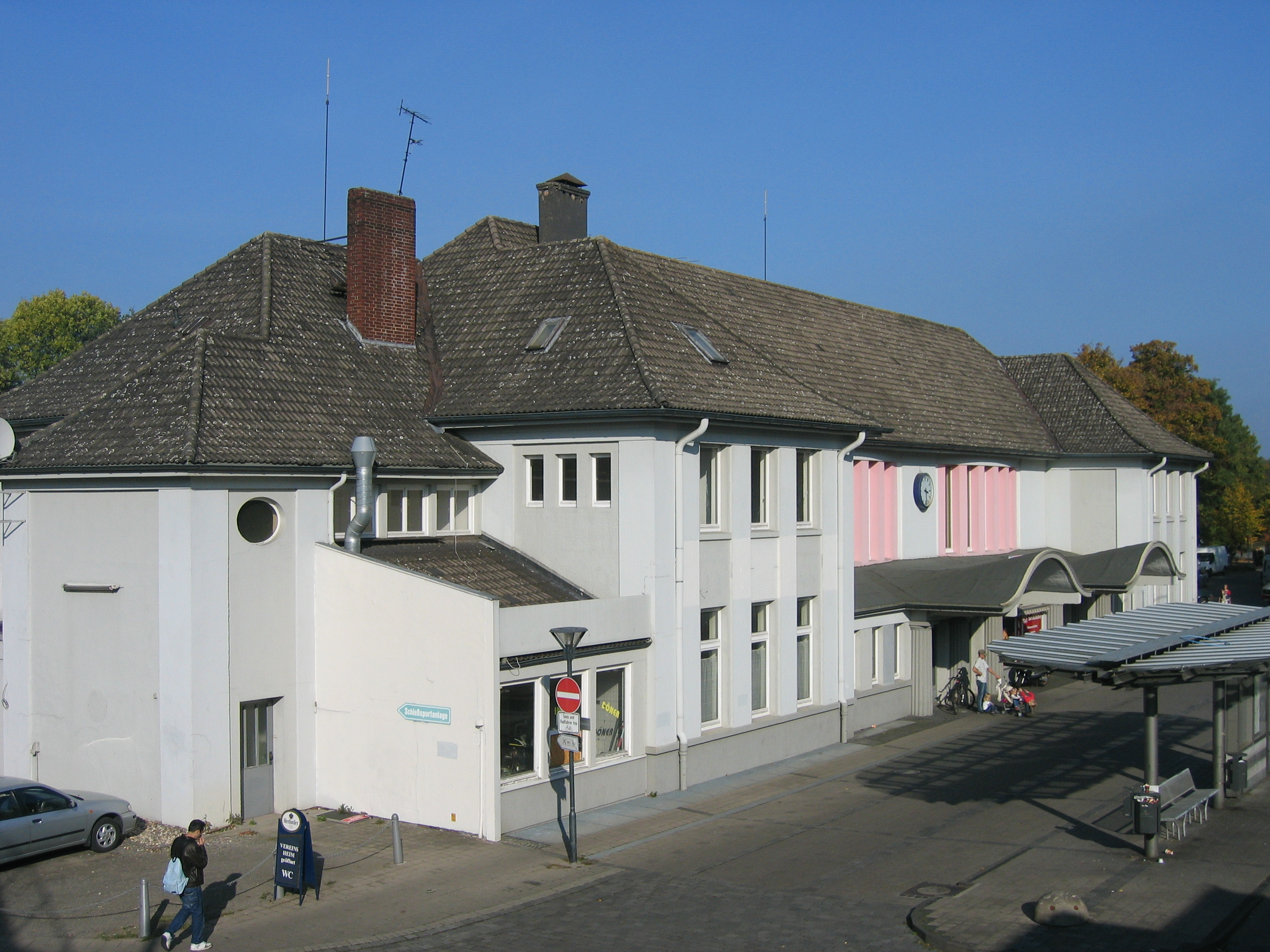
バート・エーンハウゼン駅

バート・エーンハウゼンは、それぞれ異なる路線の2つの駅で鉄道網に接続している。バート・エーンハウゼン駅とバート・エーンハウゼン南駅である。
バート・エーンハウゼン駅はハム - ミンデン線の駅で、近隣の上級中心都市ビーレフェルトとを結ぶ列車が30分間隔で発着する。インターシティのアムステルダム - オスナブリュック - ハノーファー - ベルリン線や、ケルン - ヴッパータール - マクデブルク - ライプツィヒ線も利用できる。レギオナルエクスプレスは、ハノーファー - ブラウンシュヴァイク行きやビーレフェルト - デュッセルドルフ行き（ヴェストファーレン・エクスプレス）が1時間ごと、オスナブリュック - ライネ行きやミンデン - ニーンブルク行きが2時間ごとに運行している。
南駅はヴェーザー鉄道（ビュンデ） - レーネ - ハーメルン - ヒルデスハイム線の駅である。この駅のプラットホームには段差がなく、身障者に配慮された構造である。レーネ駅の同じプラットホームでビーレフェルト行き/発の列車に接続する（ビーレフェルト駅もバリアフリーであるがレーネ駅はそうではない）。
バート・エーンハウゼンとレーネ市との新しい市バスコンセプトによるヴェレ・バスが市域を運行している。このバスは両市をタクト運行（平日は60分間隔で運行、ただし通学時間帯は増便）している。市バス路線やマイクロバス路線がヴェレ・バスに参加している。この他にミンデンやヒレとの間に地域バスが運行されている。
この街はオストヴェストファーレンリッペ交通連盟に属している。ニーダーザクセン行きの交通機関ではニーダーザクセン・チケットが使える。
クアパークの遊歩場付近を出発点とする軽便鉄道（ヴォルケンシーバーと称した）が2009年まで温泉地や公園を通って運行されていたが、不採算により廃止された。

#### 道路

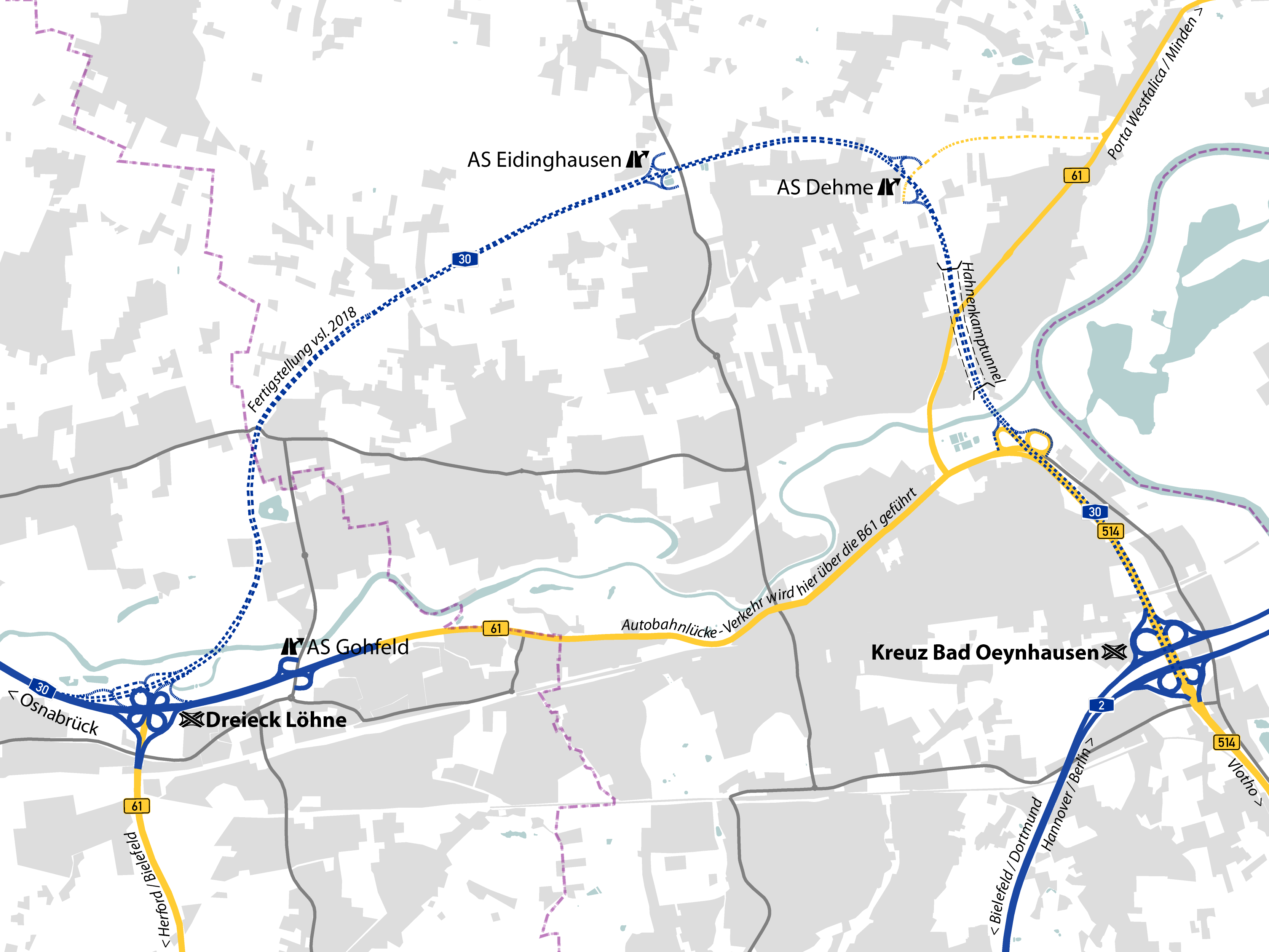
バート・エーンハウゼン北バイパスの計画図

バート・エーンハウゼンは2つのアウトバーン A2号線と A30号線に面している。また、連邦道 B61号線と B514号線が市内を通っている。
A30号線は市の西外れで終わり、B61号線となって市内を通り、バート・エーンハウゼン・ジャンクションで A2号線に接続する。このためA30号線を走ってきた車両のほぼすべてが市内（温泉保養地のすぐ横）を通ることとなり、その通過車両は1日約5万台に上る。
1970年代の初めから別の道路としてバート・エーンハウゼンの北を通る迂回路（北バイパス）やトンネル（トローグ）建設の議論がなされた。1993年にはすでに市議会は北バイパスを決議したのだが、これに対して住民の反対運動が起こった。デトモルト行政管区当局は2007年1月12日にA30号線を延長し、その最終区間を北バイパスの形にするという計画が確定したことを発表した。その後2008年7月9日に連邦行政裁判所は住民達による計画取り消しの請求を棄却し、2008年9月から最初の準備工事が開始された。この新しいアウトバーン区間は2014年に最終的に開通する予定である。

#### 航空
最寄りの国際空港はハノーファーにある。小さな飛行場は隣接する都市であるポルタ・ヴェストファーリカにある。

### 自転車
ノルトバーンホーフ（駅の北）に自転車ステーションがある。数多くの広域自転車道やローカルな自転車道が市内を通っている。ミューレンルート、ヴェーザー自転車道、ウェルネス自転車道、エルゼ＝ヴェレ自転車道、ゾーレヴェクなどである。ヴェーザー川は、アウトバーン A2号線の橋に取り付けられた自転車道を通って渡ることができる。ヴィーエン山地を越える比較的緩やかなルートはヴァリュッケ（ヒレ）の道である。市街中心部は歩行者専用区域であり、広範囲で自転車の通行が禁止されている。

#### ヴェーザー川の航行
フェリー「アマンダ号」は、バート・エーンハウゼンとレジャー・レクリエーション施設の「グローサー・ヴェーザーボーゲン」（ポルタ・ヴェストファーリカ）とを結んでいる。このフェリーは3月から10月までの間、歩行者や自転車を乗せてヴェーザー川を渡している。フェリーシーズンの開幕式は伝統に則って聖金曜日にミンデン＝リュベッケ郡の郡長およびバート・エーンハウゼンとポルタ・ヴェストファーリカの市長が臨席して執り行われる。

## 経済と社会資本

### 地元企業
- バルダAG　合成樹脂製造業
- デニオスAG　環境保護

### メディア
日刊紙ノイエ・ヴェストファーリシェとヴェストファーレン・ブラットはバート・エーンハウゼン向けのローカル面を制作している。ローカル・ラジオ局はラジオ・ヴェストファーリカである。

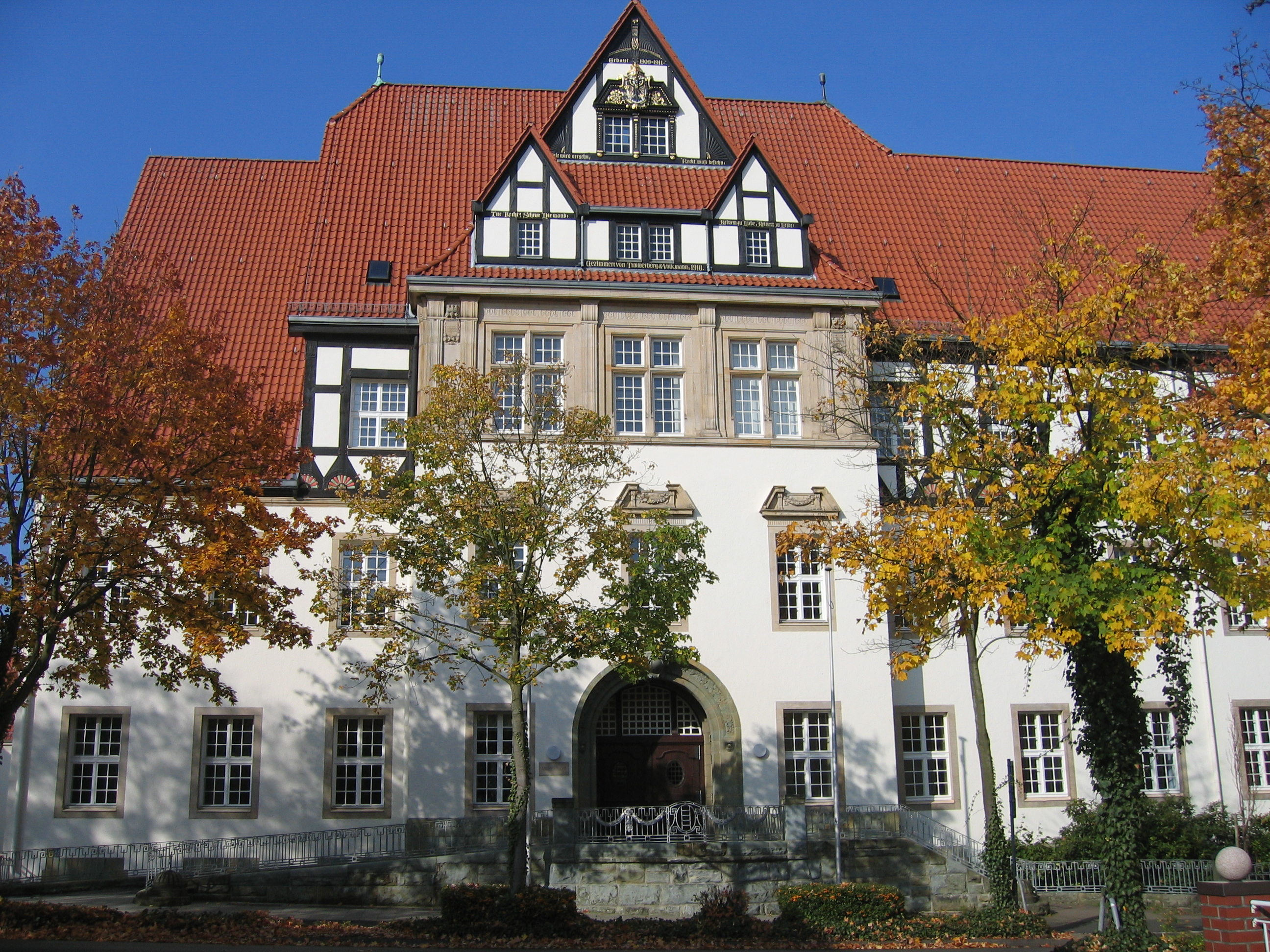
バート・エーンハウゼン区裁判所

### 公共施設
バート・エーンハウゼン区裁判所は、バート・エーンハウゼン、レーネ、フロートーを管轄している。

### 病院
バート・エーンハウゼンには有名なノルトライン＝ヴェストファーレン心臓・糖尿病センターがある。この施設はドイツ全土で名高い施設であり、ルール大学ボーフムの大学病院の管理下にある。
バート・エーンハウゼンはこの他にも様々な分野の病院を有している。特に有名なのはゴルヴィッツァー・マイアー・クリニーク（心臓・循環器病治療）、クリニーク・アム・コルゾ（ドイツ唯一の摂食障害治療専門病院）、アウクステ・ヴィクトーリア・クリニーク（整形外科）、クリニーク・バート・エクセン（腫瘍学）である。バート・エーンハウゼン最大の雇用主は、約2,000人の従業員を擁するフォルマーディングゼン区のヴィッテキンツホーフ社会奉仕団である。
この他、ミューレンクライス病院連盟に加盟する一般総合病院がある。
- ノルトライン＝ヴェストファーレン心臓・糖尿病センター
- ゴルヴィッツァー・マイアー・クリニーク
- クリニーク・アム・コルゾ

### 教育
バート・エーンハウゼンは市内で合わせて9校の基礎課程学校を運営している。それよりも上級の学校は、学校センター北と学校センター南とに分割されている。学校センター南には、インマヌエル・カント・ギムナジウムと実科学校がある。学校センター北には、別の実科学校、総合学校、本課程学校と特殊学校のベルナルト・シューレがある。これ以外に市は市民大学と音楽学校を運営している。
バート・エーンハウゼンにはさらに、市以外が運営する学校もある。重要な学校としてはシュタイン男爵職業補習高等専門学校、シューレ・アム・ヴェーザーボーゲン＝ヴェストファーレン（身障者のための特殊学校）、プロテスタントの職業補習高等専門学校、職業教育施設ヴィッテキンツホーフがある。

## 人物

### 出身者
- アルネ・フリードリヒ（1979年 - ）サッカー選手

### ゆかりの人物
- ペーター・ヨーゼフ・レンネ（1789年 - 1866年）造園家
- クルト・リュートゲン（1911年 - 1992年）作家
- ラインハルト・コーゼレック（1923年 - 2006年）歴史家
- フランク・ゲーリー（1929年 - ）建築家

## 引用
1. ↑  Bevölkerung der Gemeinden Nordrhein-Westfalens am 31. Dezember 2023 – Fortschreibung des Bevölkerungsstandes auf Basis des Zensus vom 9. Mai 2011
2. ↑  Max Mangold, ed (2005). Duden, Aussprachewörterbuch (6 ed.). Dudenverl. pp. 181, 593. ISBN 978-3-411-04066-7
3. ↑   市のホームページ: Standort
4. ↑  ノルトライン＝ヴェストファーレン州データ管理・統計局: "Kommunalprofil Bad Oeynhausen"（2007年、PDF）
5. ↑  ドイツ気象庁: 月別平均気温一覧 (Zip file (excel format) 47kB)
6. ↑  ドイツ気象庁: 月別降水量一覧 (Zip file (excel format) 338kB)
7. 1 2   バート・エーンハウゼン州立文書館
8. ↑   バート・エーンハウゼン市基本条例 (PDF)
9. ↑  Vlothoer Anzeiger 2008年10月23日
10. ↑  バート・エーンハウゼン市のウェブサイト: Schulen